# Фіцрой (річка, Західна Австралія)
Фіцрой (англ. Fitzroy River) — річка в західній частині регіону Кімберлі австралійського штату Західна Австралія.
Початок річки Фіцрой знаходиться в горах Д'юрак, недалеко від гори Уелльс. Довжина Фіцроя становить 733 км, а площа басейну — близько 93 829 км. Річка протікає в південно-західному напрямку, недалеко від міста Нунканба вона бере курс на північний захід і тече через скелясту місцевість, ущелини й рівнини регіону Кімберлі, після чого впадає біля міста Дербі в затоку Кінг, що є частиною Індійського океану.
Основні притоки Фіцрой — річки Маргарет і Крістмас-Крік. Фіцрой протікає через посушливу місцевість. Сезон дощів, під час якого відзначається різкий ріст рівня води в ріці, триває з листопада по березень. Для регулювання водозбору, у тому числі процесу зрошення сільськогосподарських земель, на ріці, поблизу міста Камбаллін, споруджена гребля.
Місцевість, по якій протікає річка Фіцрой, є історичним місцем розселення австралійських аборигенів, для яких річка грає важливе церемоніальне й релігійне значення.
Річка Фіцрой була відкрита в 1837 році мандрівником Джорджем Греєм. Сучасна назва була дана річці в 1838 році лейтенантом Стоуксом, що назвав її на честь капітана Роберта Фіцроя, колишнього капітана судна «Бігл», що також брав участь як натураліст в експедиції Чарльза Дарвіна.

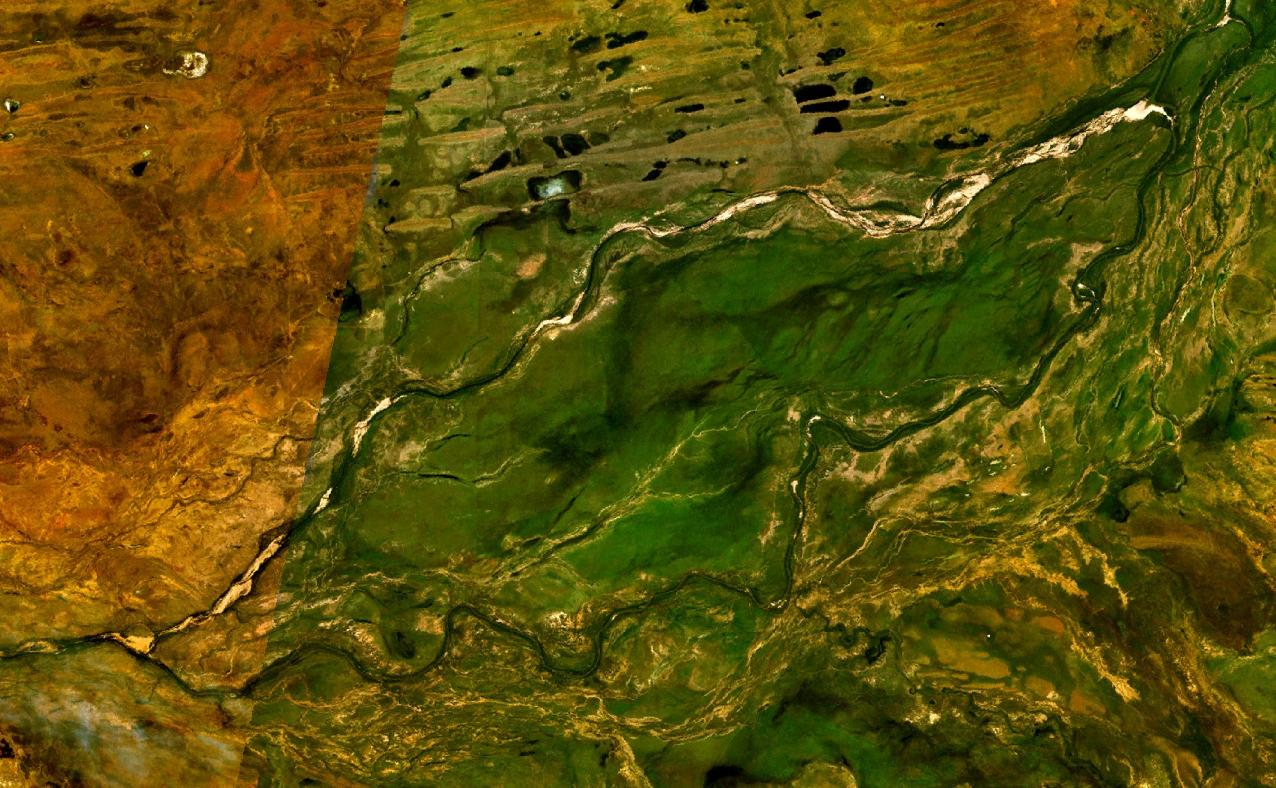
острів Олександра
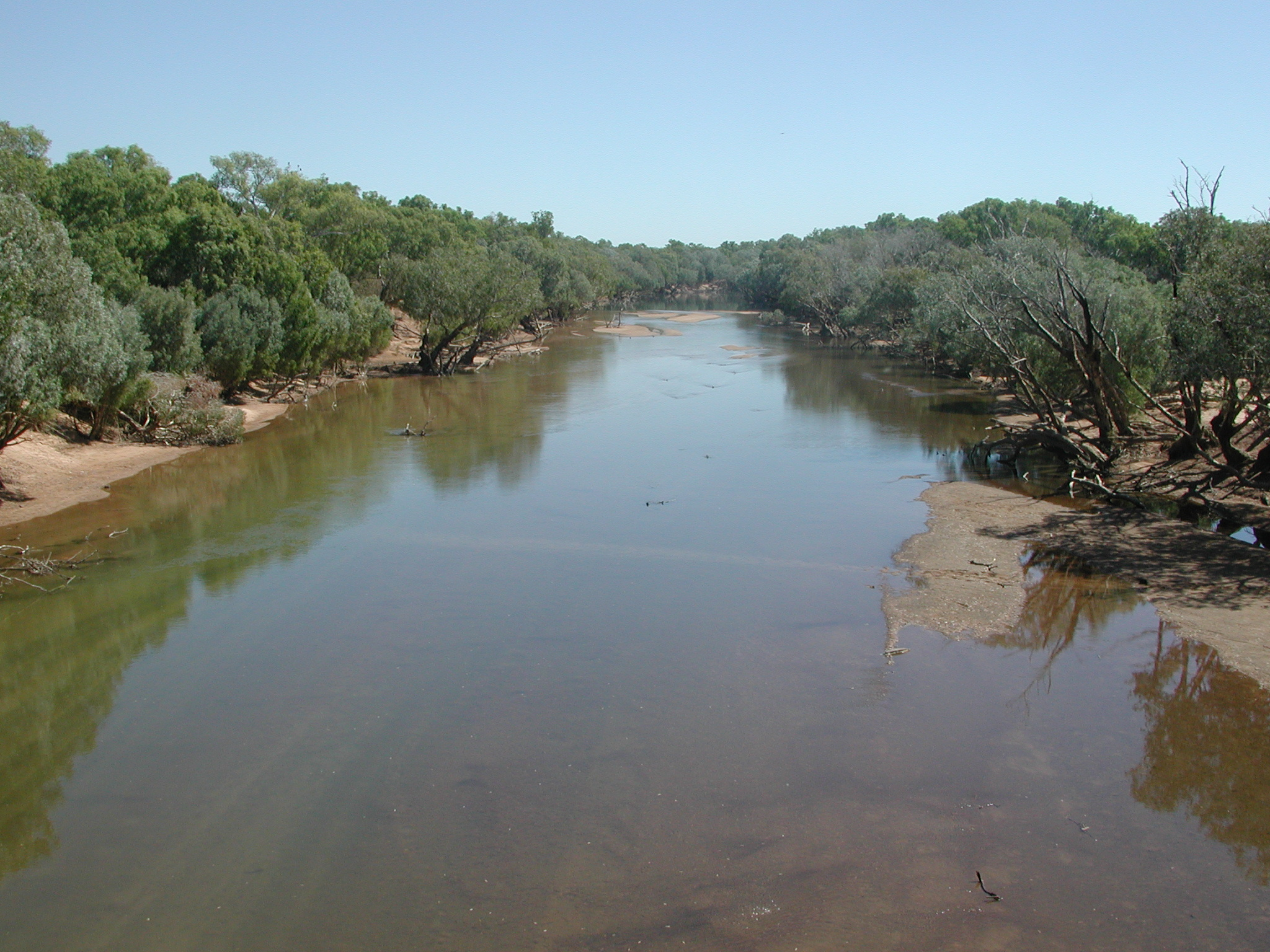
річка Фіцрой